# José Carlos (futbolista)
José Carlos da Silva José (Vila Franca de Xira, 22 de septiembre de 1941-Torres Vedras, 26 de abril de 2025), más conocido como José Carlos, fue un jugador y entrenador de fútbol portugués que se desempeñaba como defensa.

## Selección nacional
Fue internacional con la selección portuguesa en 36 ocasiones. Formó parte del equipo que obtuvo el tercer lugar en la Copa del Mundo de 1966.

### Participaciones en Copas del Mundo
| Mundial                        | Sede       | Resultado    | Partidos | Goles |
| ------------------------------ | ---------- | ------------ | -------- | ----- |
| Copa Mundial de Fútbol de 1966 | Inglaterra | Tercer lugar | 2        | 0     |

## Clubes

### Como jugador
| Club        | País     | Año       |
| ----------- | -------- | --------- |
| GD Fabril   | Portugal | 1960-1962 |
| Sporting CP | Portugal | 1962-1974 |
| SC Braga    | Portugal | 1974-1975 |

### Como entrenador
| Club                | País     | Año       |
| ------------------- | -------- | --------- |
| Oriental de Lisboa  | Portugal | 1975      |
| SC Braga            | Portugal | 1975-1976 |
| Boavista FC         | Portugal | 1978      |
| Varzim SC           | Portugal | 1980-1981 |
| GD Chaves           | Portugal | 1981-1982 |
| Recreio de Águeda   | Portugal | 1983-1984 |
| Gil Vicente FC      | Portugal | 1984-1985 |
| União de Santarém   | Portugal | 1985-1986 |
| Gil Vicente FC      | Portugal | 1986-1988 |
| USC Paredes         | Portugal | 1988-1989 |
| AD Fafe             | Portugal | 1989-1990 |
| AD Valpaços         | Portugal | 1990-1992 |
| União Lanheses      | Portugal | 1993-1994 |
| FC Penafiel         | Portugal | 1995      |
| Dragões Sandinenses | Portugal | 1996-2001 |
| SC Lourinhanense    | Portugal | 2004-2005 |

## Palmarés

### Campeonatos nacionales
| Título           | Club        | País     | Año  |
| ---------------- | ----------- | -------- | ---- |
| Copa de Portugal | Sporting CP | Portugal | 1963 |
| Primeira Divisão | Sporting CP | Portugal | 1966 |
| Primeira Divisão | Sporting CP | Portugal | 1970 |
| Copa de Portugal | Sporting CP | Portugal | 1971 |
| Copa de Portugal | Sporting CP | Portugal | 1973 |
| Primeira Divisão | Sporting CP | Portugal | 1974 |
| Copa de Portugal | Sporting CP | Portugal | 1974 |

### Copas internacionales
| Título           | Club        | Sede              | Año  |
| ---------------- | ----------- | ----------------- | ---- |
| Recopa de Europa | Sporting CP | Amberes (Bélgica) | 1964 |

## Condecoraciones
| Distinción                                           | Año  |
| ---------------------------------------------------- | ---- |
| Medalla de Plata de la Orden del Infante Don Enrique | 1966 |